# جواد أحناش
جواد أحناش مغربي الاصل من مواليد 4 أغسطس 1978 لاعب كرة قدم قطري يجيد اللعب في خط الوسط.
لعب سابقاً في نادي أم صلال ونادي الغرافة .

## روابط خارجية
- جواد أحناش على موقع Soccerway.com (الإنجليزية)